# Ascension (Black-Art-Jazz-Collective-Album)
Ascension ist ein Jazzalbum des Black Art Jazz Collective um dem Trompeter Jeremy Pelt und dem Saxophonisten Wayne Escoffery. Die im Januar 2020 im Van Gelder Recording Studio, Englewood Cliffs (New Jersey), entstandenen Aufnahmen erschienen am 26. Juni 2020 auf HighNote Records.

## Hintergrund
Das Black Art Jazz Collective, das 2012 von dem Saxophonisten Wayne Escoffery, dem Trompeter Jeremy Pelt und dem Schlagzeuger Johnathan Blake mitbegründet wurde, widmet sich gemäß der Website von Escoffery „der Feier der kulturellen und politischen Ikonen der Afroamerikaner sowie der Wahrung der historischen Bedeutung der Afroamerikaner im Jazz“. Auf dem dritten Album des Black Art Jazz Collective (nach Presented by the Side Door Jazz Club von 2016 und Armor of Pride von 2018) werden drei seiner Gründungsmitglieder – neben Wayne Escoffery und Jeremy Pelt der Posaunist James Burton III – von einer neuen Rhythmusgruppe, bestehend aus dem Pianisten Victor Gould, dem Bassisten Rashaan Carter und dem Schlagzeuger Mark Whitfield Jr. unterstützt.

## Titelliste
- Black Art Jazz Collective: Ascension (HighNote Records HCD 7329)[3]

1. Ascension (Victor Gould) 5:36
2. Mr. Willis (James Burton) 4:16
3. Involuntary Servitude (Wayne Escoffery) 6:45
4. Twin Towers (Jackie McLean) 6:28
5. No Words Needed (Jeremy Pelt) 1:54
6. Tulsa (James Burton) 6:32
7. Iron Man (Victor Gould) 6:31
8. For the Kids (Jeremy Pelt) 5:33
9. Birdie's Bounce (Jeremy Pelt) 4:27

## Rezeption
Phil Freeman (Stereogum) zählte das Album zu den besten Neuveröffentlichungen des Jahrs 2020 und schrieb, das Konzept bleibe das, was es in den ersten beiden Alben war. Dies sei eine Band hochqualifizierter Improvisatoren mit einer Vorliebe für harmonische Komplexität, energische, aber nachdenkliche Soli und Swing, die Musikern wie McCoy Tyner, Woody Shaw und anderen ausdrücklich zuwandten, die akustischen Jazzaufhohem Niveau machten, als Fusion viel modischer und lukrativer war. Aber an ihrer Kunst ist nichts Trockenes oder Antiseptisches. Sie würden diese Musik lieben, resümiert Freeman, und diese Zuneigung komme auf jedem Track durch.

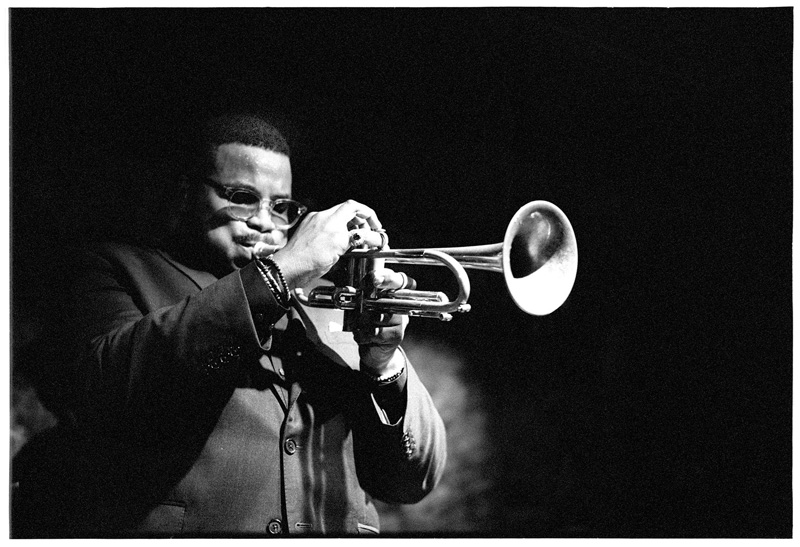
Jeremy Pelt 2017

David Whiteis schrieb in JazzTimes, Titel wie „Involuntary Servitude“ and „Tulsa“ würden aus dem Kessel lebendiger schwarzer Geschichte auftauchen; andere – „Mr. Willis “(Burtons Hommage an den 2019 verstorbenen Pianisten Larry Willis), „Iron Man “(ein Tribut an Harold Mabern, verfasst von Gould) – unterstreichen die Entschlossenheit des Kollektivs, die Geister der Vorfahren zu ehren. „Twin Towers“ sei hier kein Hinweis auf die Terroranschläge am 11. September 2001, sondern eine Komposition von Jackie McLean, die dieser Escoffery und seinem Kollegen Jimmy Greene gewidmet habe, welche in den 1990er-Jahren Mitglieder von McLeans Schülerensemble an der Hartt School waren. Der jugendliche Überschwang und die weltberühmte Hoffnung, die zweifellos das ursprüngliche Ensemble, den Sinn für „junge Löwen“, auf eine Mission trieben, seien deutlich spürbar, so der Autor, – „eine optimistische, aber hartnäckige Entschlossenheit, die im Zentrum der Musik und Míssion des Black Art Jazz Collective steht.“
Nach Ansicht von Jack Bowers, der das Album in All About Jazz rezensierte, ruft die Treue des Ensembles zum geradlinigen Kanon, für den sich die Protagonisten des Modern Jazz einsetzen, sowohl Vor- als auch Nachteile hervor. Auf der einen Seite sei dies großartige Musik, rhythmisch und melodisch ansprechend, gut gespielt von einem Ensemble, dessen Mitglieder helle und dauerhafte Säulen der New Yorker Szene sind. Auf der anderen Seite könne die polierte Darbietung nicht die Tatsache trüben, dass es nichts Besonderes auf der Speisekarte gibt, einfach gut arrangierten Jazz, der irgendwie vage vertraut erscheint. Keiner der Beteiligten wäre bei einer Straight-ahead Prestige- oder Blue-Note-Session in den 1950er- oder 60er-Jahren fehl am Platz gewesen.
Herb Boyd verlieh dem Album im Down Beat vier Sterne und meinte, das Black Art Jazz Collective sei ein gleichmäßig ausbalanciertes Sextett, drei Musiker in der Rhythmusgruppe und drei Bläser vorn. Lobenswert ist für den Autor die Zusammengehörigkeit des Ensembles, da die Band mit einer Resonanz ausgestattet ist, die Miles Davis’ Quintette der 1960er-Jahre charakterisiert habe (etwa auf ESP, 1965). Das BAJC habe gleichzeitig ein Auge für Tradition, ein Gefühl für die Turbulenzen der Vergangenheit und eine Art, zurückzublicken, während sie voranschreiten.